# Adrian Voicu
Adrian Voicu (n. 14 martie 1970, Nehoiu, județul Buzău) este inginer de aviație și scriitor.

## Date biografice
Adrian Voicu a absolvit Colegiul Național Militar „Dimitrie Cantemir” din Breaza, apoi a studiat un an la Brașov, la Academia Forțelor Aeriene „Henri Coandă”, a urmat patru ani de Academie Tehnică Militară în București și a absolvit Facultatea de Electronică, Telecomunicații și Tehnologia Informației a Universității Politehnica din București.
Este director adjunct de întreținere aeronave la Aeroportul Paris-Orly.

## Activitate literară
Primele texte literare le publică în revista „Viața studențească” la sfârșitul anilor '80. 
Volumul de proză „Joi seara, în parcare”, apoi cel de memorialistică „Între două decolări” au reprezentat debutul său ca scriitor în anul 2007.
În 2011 apare romanul „Nepovestitele trăiri ale templierilor români – Cartea I”, volum lansat la BookFest București.
Anul următor este lansată continuarea acestui roman, „Nepovestitele trăiri ale templierilor români – Cartea II” tot la BookFest București.
În 2014 debutează la Institutul Cultural Român cu piesa de teatru „Familia, această celulă de bază a societății cu rate la bancă, serviciu stresant, amor nebun și proteza bunicii“, piesă cu record de audiență la Clubului Dramaturgilor.
A publicat începând cu anul 2007 în revistele Luceafărul, Argeș, Apostrof, Neuma, Actualitatea literară, Arena literară, Revista de suspans, Tiuk!, Filme Cărți, Din dragoste pentru artă, Melidonium, Destine Literare (Revista Asociației Canadiene a Scriitorilor Români), Cenușă de Trandafir și Apollon.
Pe 1 iunie 2022 este lansată la BookFest cartea „Cum am ieșit nedivorțat din carantină”, al patrulea volum din seria „Acceleratorului de Particule” și a treia carte ce apare în Colecția ”Ulița copilăriei”, la Editura Junimea

## Volume publicate
- 2007: „Joi seara, în parcare” – proză scurtă – Editura Anca
- 2007: „Între două decolări” – proză scurtă – Editura Anca
- 2010: Antologia Festivalului de Literatură Lili – proză scurtă – Editura Tritonic
- 2011: „Nepovestitele trăiri ale templierilor români, Cartea I” – Editura ALLFA
- 2012: „Nepovestitele trăiri ale templierilor români, Cartea II” – Editura ALLFA
- 2014: „Una pe inimă, una pe dos” – versuri – Editura Tracus Arte
- 2014: „Împlinirea” – proză scurtă – E-book – Editura Humanitas
- 2015: „A fi sau a nu Wi-Fi” – proză scurtă, foarte scurtă și ultrascurtă – Editura Tracus Arte
- 2015: „Pe vremea când lumea începea să-și taie porcul de pe listă” – proză scurtă – Editura Tracus Arte
- 2016: „Otrava noastră cea de toate zilele” – proză scurtă – Editura Tracus Arte
- 2016: „Provinciale” – proză scurtă – Editura Tracus Arte
- 2017: „1312 Sirene – Proză românească din deceniul doi” – antologie de proză scurtă coordonată de Horia Gârbea – Editura Neuma
- 2018: „Cartea-n bucate. Aventuri la marginea farfuriei” – proză scurtă – Editura Eikon
- 2018: „Next Up 1. Proza. Antologiile orașului București” – antologie de proză contemporană coordonată de Aurel Maria Baros – Editura Exigent
- 2018: „Aproape ghicitori sau neștiutele întâmplări de lângă noi” – proză scurtă – Editura Sonia
- 2018: „Giurumele, micele și alte aventuri” – proză scurtă – Editura Brumar
- 2018: „1918 – Ce-ar fi fost dacă? Istorii contrafactuale” – antologie de proză coordonată de Horia Gârbea – Editura Neuma
- 2019: „Astă seară râdem în familie” – proză scurtă – Editura Brumar
- 2020: „O istorie cu muște și alte povești vii pentru copii” – proză scurtă – Editura Junimea
- 2021: „Despre ce vorbesc porumbeii când stau pe sârmă și se uită la oameni” – proză scurtă – Editura Junimea
- 2022: „Înșir-te stihuite” – versuri – Print One Book
- 2022: „Cum am ieșit nedivorțat din carantină” – Editura Junimea[10]
- 2023: „Histoires de l’aéroport et des alentours” – proză scurtă (în limba franceză) – Stylit, Finlanda
- 2023: „Marea degringoladă amoroasă. Povești despre eternul neastâmpăr al iubirii” – antologie de proză coordonată de Violeta Borzea – Editura pentru Artă și Literatură
- 2023: „Next Up 4. Antologiile orașului București” – antologie de proză a Filialei București-Proză a Uniunii Scriitorilor din România – Editura Exigent
- 2023: „O întâmplare cu clătite și alte povești vii pentru copii” – proză scurtă – Editura pentru Artă și Literatură
- 2023: „Oare ce zic melcii când zboară” – proză scurtă – Editura Lebăda Neagră
- 2023: „Amorul bățului de chibrit și alte povești vii pentru copii” – proză scurtă – Editura pentru Artă și Literatură
- 2024: „Stories from the airport and beyond” – proză scurtă (în limba engleză) – Amazon Publishing
- 2024: Le paradoxe du bouton d’ouverture de la porte (în limba franceză) – Editura Stylit, Finlanda

## Afilieri
- Membru al Uniunii Scriitorilor din România[1] din decembrie 2012;
- Membru al Clubului de Proză „La formarea ideilor“ al Uniunii Scriitorilor din România.

## Cronici
„În proza lui Adrian Voicu umorul se combină în chip fericit cu elanul epic și cu o mare inventivitate verbală. Și aceste calități sunt puse tot în serviciul unor acțiuni comice, parodice, dar din care nu lipsește suspansul. Adrian Voicu nu acceptă să se plictisească în proza lui și, drept urmare, nu îl poate plictisi nici pe cititor”—Horia Gârbea
„Adrian Voicu a mâncat instrucție pe pâine. Mai întâi, ca elev de liceu militar, apoi ca student al Academiei Tehnice Militare. Cum soarta a vrut să devină scriitor, nu ofițer, el se răzbună acum pe anii aceia, făcând instrucție cu cuvintele! Le cere fel de fel de lucruri ciudate și ele îl ascultă fără să crâcnească. Pentru umor înainte prezentați arm’!, zice el și cuvintele se execută, făcând-te să mori de râs, nu alta. Scapi cu viață doar datorită faptului că nu sunt foarte groase cărțile pe care le scrie. Când am primit pe e-mail volumul de față, m-am uitat la început la dimensiunile lui, ca să vad dacă îmi asum riscul să-l citesc. Am purces asupra conținutului doar cu aceasta garanție. Spre uimirea mea, însă, am dat peste niște povestiri ce nu prea m-au lăsat sa râd. Să nu mai știe Adrian Voicu să facă „militărie literară” cu cuvintele? M-am lămurit în scurt timp că știe chiar al naibii de bine, numai că de data aceasta le-a cerut să fie altfel decât ne obișnuiseră. Spre deosebire de cărțile celelalte, care sunt cărți sobre în registru vesel, «Otrava noastră cea de toate zilele» este o carte sobră în regim grav. Seamănă, vreau să spun, cu viața însăși, care nu e chiar atât de veselă pe cât am vrea noi. Otrava pe care ne-o propune Adrian Voicu e minunată la gust și, credeți-mă, nu pune în pericol sănătatea niciunui cititor. Dimpotrivă!”—Ștefan Mitroi

## Premii
- 2009: „Premiul Special pentru Proză” la Festivalul de Literatură Lili al Asociației Scriitorilor București (filiala București a Uniunii Scriitorilor din România);
- 2011: „Premiul pentru cel mai bun tânăr scriitor al anului 2011“ acordat de Clubul de Proză „La formarea ideilor“ al Uniunii Scriitorilor din România.